# Spinal muskelatrofi
Spinala muskelatrofier (SMA) är en grupp ärftliga sjukdomar, där motoriska nervceller i mellanhjärnan, förlängda märgen och ryggmärgen bryts ned. Nedbrytningen leder till muskelsvaghet och muskelförtvining (atrofi). SMA förekommer i olika svårighetsgrader, men oftast är symtomen likartade inom samma familj.

## Sjukdom/diagnos
Spinal muskelatrofi (SMA) är en neuromuskulär sjukdom där motoriska nervceller i hjärnan och ryggmärgen bryts ner. Detta leder till muskelförtvining (atrofi) och muskelsvaghet. Sjukdomen finns i olika svårighetsgrader och brukar delas in i tre typer; typ 1, 2 och 3. Spinal muskelatrofi är en genetisk sjukdom. För att man ska få sjukdomen måste man ärva ett anlag från bägge föräldrarna. Behandlingen inriktas på att lindra symptom och kompensera funktionsnedsättningar.
SMA förekommer i olika svårighetsgrader, men oftast är symtomen likartade inom samma familj. Generellt kan sägas att ju tidigare symtomen visar sig, desto svårare blir de.
Den svåraste och klassiska formen hos spädbarn, SMA I (Werdnig-Hoffmanns sjukdom) beskrevs 1891 av doktor Guido Werdnig från Wien och av professor Johann Hoffmann från Heidelberg.
SMA II är en medelsvår form, som främst förekommer hos äldre barn och ungdomar.
En lindrigare form hos ungdomar och vuxna, SMA III (Kugelberg-Welanders sjukdom) beskrevs av de svenska neurologerna Gunnar Wohlfart 1955 samt av Erik Kugelberg och Lisa Welander 1956.
Det förekommer även en mycket svår medfödd (prenatal) form (ofta kallad SMA 0) och en lindrigare form där symtomen börjar först i vuxen ålder (SMA IV).

## Förekomst
Varje år insjuknar 4–6 barn per 100 000 nyfödda, vilket innebär 4–6 barn per år i Sverige, i den svåraste och samtidigt vanligaste formen, SMA I (Werdnig-Hoffmanns sjukdom). SMA II och III finns sannolikt hos totalt 2–3 person per 100 000 (2–3 personer med vardera typen insjuknar varje år i Sverige). Detta gör SMA till en av de vanligaste ärftliga neuromuskulära sjukdomarna. SMA förekommer något oftare hos pojkar än flickor. Det gäller framför allt SMA II och SMA III, och anledningen till detta är ännu okänd.

## Orsak till sjukdomen/skadan
SMA typ I, II och III orsakas av en förändring (mutation) i ett arvsanlag (gen) kallat SMN1 (Survival Motor Neuron 1). Genen finns på den långa armen av kromosom 5 (5q12.2-13.3). Vanligtvis består mutationen av en deletion, vilket innebär att en del av arvsanlaget saknas.
Hos 5 procent av alla med SMA orsakas sjukdomen av en mindre förändring (punktmutation) i den ena SMN1-genen och en deletion i den andra.
Om man har mutationen i dubbel uppsättning i SMN1-genen leder detta till brist på ett protein (SMN) i cellkärnan. Bristen på SMN påverkar de motoriska nervcellernas förmåga att bilda proteiner som behövs för cellernas tillväxt och funktion. Den exakta mekanismen för varför just motoriska nervceller i mellanhjärnan, förlängda märgen och ryggmärgens framhorn bryts ned är ännu inte klarlagd. Nervcellernas normala funktion är att skicka signaler vidare från centrala nervsystemet ut till musklerna.
Det finns ett visst samband mellan mängden SMN-protein och sjukdomens svårighetsgrad. Personer med mindre än 10 procent normalt SMN-protein får den svåra formen SMA I, 10–15 procent leder till SMA II och 15–22 procent till SMA III. Personer med mer än 22 procent SMN-protein förblir symtomfria. Sambandet är dock inte absolut och det finns inte några distinkta gränser mellan de olika formerna av SMA.
SMN2, en gen belägen på samma kromosom som SMN1 och till 99 procent identisk med SMN1, kan också påverka sjukdomens svårighetsgrad. SMN2 styr tillverkningen av (kodar för) ett protein som inte fullt ut har samma effekt som det SMN1-kodade proteinet. Man har normalt 0–5 kopior av SMN2-genen, och ju fler kopior av SMN2, desto lindrigare blir sjukdomen. Personer med 3 eller fler kopior får en lindrigare form av SMA.
I några fall har det varit möjligt att påvisa mutationer i SMN1-genen i dubbel uppsättning även hos friska syskon till personer med SMA. Dessa syskon har då haft 5 kopior av SMN2.

## Ärftlighet
Spinal muskelatrofi (SMA) typ I, II och II ärvs autosomalt recessivt, det vill säga att SMA är en sjukdom som ärvs från föräldrarna. En man eller kvinna som är frisk men som bär på en sjuk gen kallas anlagsbärare. För att ett barn ska födas med SMA krävs att både mannen och kvinnan är anlagsbärare. När två anlagsbärare blir gravida är risken 25 procent att barnet får de två sjuka generna och därmed blir sjuk. Vidare, är risken 50 procent att barnet är frisk anlagsbärare och 25 procent chans att barnet är frisk och inte anlagsbärare.
Om en person med SMA får barn med en frisk person utan anlag kommer samtliga barn bli friska anlagsbärare. Om personen istället blir gravid med en frisk person med anlag är risken 50 procent att barnet föds med SMA och 50 procent att barnet är friskt anlagsbärare.
Vid ungefär 2 procent av fallen sker en så kallad nymutation. Då är det endast den ena föräldern som är anlagsbärare, men genen skapar en nymutation som ger SMA. Risken för att syskon ska födas med SMA är då låg (under 1 procent).

## Symtom
Spinal muskelatrofi kännetecknas av liksidig (symmetrisk) muskelsvaghet och tilltagande muskelförtvining, mest uttalad i den muskulatur som finns närmast bålen (proximal), till exempel muskler i bröstkorg, rygg, skuldror och bäckengördel. Gränserna mellan de olika formerna av sjukdomen kan ibland vara flytande. Inom varje grupp kan symtomens svårighetsgrad också variera mycket mellan olika personer. Den intellektuella utvecklingen påverkas inte.
Medfödd SMA (prenatal SMA, SMA 0) ger symtom redan före födseln i form av svaga fosterrörelser och felställda leder (artrogrypos). Barnen har mycket svårt att andas och suga och avlider inom några månader.
SMA I (Werdnig-Hoffmanns sjukdom), ger alltid symtom inom de första sex månaderna. Hos en tredjedel kan nedsatta fosterrörelser iakttas redan före födseln. Barn med SMA I är vanligen muskelsvaga redan som nyfödda. De orkar inte lyfta huvudet på grund av svaga nackmuskler och har ofta svårt att suga och svälja, eftersom musklerna i svalget är svaga. De lär sig aldrig sitta utan stöd. Bröstkorgsmuskulaturen är också svag och blir förtvinad, vilket gör att barnen andas med mellangärdets muskulatur. Det leder till att bröstkorgen blir indragen och barnens skrik blir svagt. Små snabba muskelryckningar (fascikulationer) i tungans alltför tunna muskulatur är karaktäristiskt för SMA I. Barnen har normal psykisk utveckling och ler och tar ögonkontakt som andra barn. Risken för infektioner, framför allt lunginflammation, är stor. Infektionerna tillsammans med tilltagande svaghet gör att flertalet barn med SMA I avlider i andningssvikt före tre års ålder, oftast redan under det första levnadsåret.
SMA II (intermediär form) ger symtom något senare än SMA I (vid 6 till 18 månaders ålder). Barn med SMA II lär sig sitta, men ofta senare än andra barn. En del kan lära sig stå, men de flesta behöver stöd när de ska gå. Vanligtvis är muskelsvagheten mer uttalad i benen än i armarna, vilket gör att grovmotoriken påverkas mer än finmotoriken. Skakningar (tremor) i fingrar och händer är vanligt. Den intellektuella utvecklingen är normal. Andningsfunktionen kan vara nedsatt. Ibland har barnen dålig förmåga att hosta, och infektioner i de övre luftvägarna kan utvecklas till lunginflammation. Barn med SMA II får ofta med tiden sned rygg (skolios). Prognosen beror framför allt på graden av muskelsvaghet, skolios och nedsatt andningsfunktion. Många lever långt upp i vuxen ålder.
SMA III (Kugelberg-Welanders sjukdom) visar sig efter 1 års ålder, oftast i 2-årsåldern efter att barnet lärt sig gå, men ibland ställs diagnosen först i tonåren. Personer med SMA III är svaga i muskulaturen närmast bålen. Det gör att de får svårt att gå i trappor och att resa sig från golvet och från sittande. Gången blir ofta vaggande, och ryggbesvär är vanligt. Ibland utvecklas skolios eller andra ryggbesvär till följd av svag ryggmuskulatur. Gångsvårigheterna ökar med åldern, och en del vuxna kan behöva rullstol. Det finns även personer med SMA III som har mycket lindriga symtom. Den förväntade livslängden är normal.
Erfarenheterna av graviditet hos kvinnor med SMA är begränsad. I de fall som är kända har mor och barn klarat förlossningen bra. Många av kvinnorna rapporterade dock en ibland övergående försämring av sin muskelsvaghet i slutet av graviditeten. Andelen som fick för tidiga värkar, värksvaghet eller förlöstes med kejsarsnitt var ökad.
SMA IV ger symtom först i vuxen ålder och liknar i övrigt SMA III.

## Diagnostik
Diagnosen baseras på sjukdomshistoria, klinisk undersökning, neurofysiologiska undersökningar, DNA-analys samt ibland också muskelbiopsi (provtagning och mikroskopisk analys från muskelvävnad).
Klinisk undersökning. Senreflexer kan vanligen inte utlösas eller är svaga. Muskulaturen är slapp och svag och visar tecken till förtvining, framför allt i skulder-, bål- och bäckenmuskulatur och ibland i tungan. Små, snabba muskelryckningar (fascikulationer) i tungan är ett tidigt och karaktäristiskt kännetecken vid SMA I. Känseln är normal, liksom den psykiska utvecklingen och ögonens rörelser.
Neurofysiologiska undersökningar. Elektromyografi (EMG) visar tecken som tyder på skada på motoriska nervceller i ryggmärgen. Elektroneurografi (ENeG) visar normal ledningsförmåga i perifera nerver.
Diagnosen bekräftas med DNA-analys. Fosterdiagnostik är oftast möjlig, och ibland också embryodiagnostik. I samband med att diagnosen ställs bör familjen erbjudas genetisk information.

## Behandling/åtgärder
Amerikanska myndigheten FDA godkände den 24 maj 2019 en ny genterapi från Novartis för behandling av spinal muskelatrofi. Det speciella med läkemedlet Zolgensma är att det kostar 2,1 miljoner dollar vilket gör det till världens dyraste medicin. 
Zolgensma lagar generna så att proteinet som saknas hos patienter med den ärftliga sjukdomen kan börja produceras och är en engångsbehandling.
Vid SMA I och SMA 0 är barnet ofta svårt sjukt redan under nyföddhetsperioden och kan behöva sondmatas och få hjälp med att göra sig av med slem och saliv i luftvägarna. En sjukgymnast kan till exempel ge råd om lämpliga kroppsställningar för att underlätta andningen. Behandling med antibiotika vid infektioner är nästan alltid nödvändig, och flertalet barn behöver någon form av andningshjälp. Föräldrarna kan behöva kontakt med en dietist och en logoped, eftersom barnen kan ha svårt att få i sig mat. På de större sjukhusen finns specialistteam (dysfagi- och nutritionsteam). Näring eller näringstillskott kan ges med sondmatning genom näsan eller via en operativt åstadkommen direktförbindelse mellan bukväggen och magsäcken, så kallad knapp eller PEG (= perkutan endoskopisk gastrostomi). Eftersom barnen ofta är svårt sjuka och många dör tidigt innebär vården ett nära och intensivt samarbete mellan föräldrar, andra anhöriga och personal med olika kompetens. Det är mycket viktigt att föräldrarnas behov av fortlöpande psykologiskt stöd tillgodoses och vid behov fortsätter även efter att barnet avlidit.
Vid SMA II utvecklas sjukdomen mer gradvis. Samverkan mellan olika specialister är nödvändig för att barn med SMA II ska få ett så aktivt och självständigt liv som möjligt.
Det finns en risk för skolios framför allt hos dem som saknar gångförmåga. Korsett kan då behövas för att stödja buk och bröst. Om skoliosvinkeln blir stor kan det påverka hjärt-lungfunktionen. Det är viktigt att fortlöpande kontrollera ryggen och att barnet har en bra sittställning. Om skoliosen tilltar kan det ibland behövas operation.
Muskelsvaghet, luftvägsinfektioner och skolios påverkar lungkapaciteten, vilket gör att andningsförmågan måste kontrolleras regelbundet både i vakenhet och under sömn. En del kan behöva någon form av andningshjälpmedel. Om barnet har problem med slem i svalget kan man ibland få låna hem en bärbar sug eller ”hostapparat” från sjukhuset.
Eftersom det kan vara svårt att gapa och svälja finns det risk för att barnet får i sig för lite näring. Stöd av ett nutritionteam, i vilket bland andra dietist och logoped ingår, kan behövas. Ibland behövs extra näring via en PEG direkt till magsäcken. I andra fall räcker det med näringstillskott och att matens konsistens anpassas.
Familjen behöver tidigt kontakt med ett habiliteringsteam, i vilket det ingår yrkeskategorier som har särskild kunskap om funktionsnedsättningar och deras effekter på vardagsliv, hälsa och utveckling.
Stödet och behandlingen sker inom det medicinska, pedagogiska, psykologiska och sociala området. Insatserna består bland annat av utredning, behandling, utprovning av hjälpmedel, information om funktionsnedsättningen och samtalsstöd. De omfattar också information om det samhällsstöd som finns att få samt råd inför anpassning av bostaden och andra miljöer som barnet vistas i. Förutom barnet/den unge kan även föräldrar och syskon få stöd. Familjen kan också ha behov av hjälp med samordningen av olika insatser.
Habiliteringsinsatserna planeras utifrån barnens speciella problem och förutsättningar. De varierar över tid men sker alltid i nära samverkan med de personer som finns i barnets/den unges nätverk.
Inskränkt ledrörlighet behandlas och förebyggs med rörelseuttag och tänjningsövningar. Ofta sker detta i kombination med individuellt utprovade skenor (ortoser). En del av barnen behöver ståskal för att komma upp i stående ställning.
De barn som inte kan gå bör få rullstol tidigt och lära sig rullstolsteknik så att de kan ta sig fram på egen hand. Även små barn kan lära sig manövrera en eldriven stol och bör ges denna möjlighet tidigt. Ett flertal hjälpmedel kan behövas för att få en fungerande vardag. Exempel på sådana är speciell toalettstol, duschbädd samt höj- och sänkbar säng. Det är viktigt att leksaker väljs och anpassas så att muskelsvagheten inte hindrar barnets lek, liksom att miljön anpassas för att göra det lättare att leka med andra. I skolan kan en dator vara till stor hjälp vid muskelsvaghet i armar och händer.
Psykologiskt stöd utifrån ålder och mognad ska erbjudas och ges fortlöpande under uppväxten. Att få svar på sina frågor och funderingar är viktigt även för ett litet barn.
Kommunen kan erbjuda stöd i olika former för att underlätta familjens vardagsliv. En fungerande avlösning i form av till exempel en kontaktfamilj eller ett korttidsboende är exempel på en sådan insats. Personlig assistans kan innebära att familjen kan leva ett aktivt liv trots barnets funktionsnedsättning.
Äldre tonåringar och vuxna behöver fortsatt regelbunden medicinsk uppföljning och individuellt utformade habiliteringsinsatser. Vanligtvis sker detta vid enheter för vuxenhabilitering och/eller vid neurologisk klinik.
Eftersom behovet av praktisk hjälp i vardagslivet ibland kan vara stort kan boende i specialanpassad lägenhet med personliga assistenter vara en av flera olika lösningar.
Vid SMA III och IV visar sig symtomen senare och är lindrigare, och sjukdomen utvecklas långsamt. Behandlingen kan likna den vid SMA II men kan också vara betydligt mindre omfattande, beroende på symtomens svårighetsgrad. Sjukgymnastik med inriktning på att öka rörligheten och bevara muskelstyrkan är viktig, liksom olika hjälpmedel. Vid skolios behövs uppföljning, och lungfunktionen kan behöva kontrolleras både dagtid och under sömn. Anpassningar av miljön i skolan, hemmet och på arbetsplatsen kan vara nödvändiga.

### Läs mer
- Information om olika behandlingsalternativ finns att läsa i ett skandinaviskt referensprogram för SMA, utgiven av Svensk Neuropediatrisk Förening.
- Föreningen Treat-NMD har också givit ut en i nformationsbroschyr om SMA för familjer och allmänläkare. Den är översatt till ett flertal EU-språk men än så länge finns ingen svensk översättning.
- Det finns också ett i nternationellt vårdprogram för SMA; Consensus statement for standard of care in spinal muscular atrophy.[3]

## Forskning
Det pågår mycket forskning om SMA världen över. Det finns olika typer av forskning med olika syften. En del syftar till att skapa nya läkemedel vilka görs genom så kallade kliniska prövningar. Annan forskning syftar till att öka levnadsstandarden och välbefinnandet, till exempel genom optimal respiratorisk vård eller god nutrition.

### Läs mer
- Läs mer på Nätverket för spinal muskelatrofis (NSMA) hemsida: Forskning om SMA
- Den amerikanska patientföreningen Cure SMA har också uppdaterad och bra information på deras hemsida: Research (på engelska)

## Patientregister
Sedan 2013 finns det ett svenskt patientregister med syfte att samla information om människor som lever med neuromuskulära sjukdomar i Sverige. Föreningen Neuromuskulära sjukdomar i Sverige (NMiS) ansvarar för det svenska patientregistret medan TREAT-NMD hanterar den europeiska samordningen.

### Läs mer
Läs mer om det svenska patientregistret på NSMA:s hemsida: Patientregister för SMA

## Att leva med SMA
Nätverket för spinal muskelatrofi (NSMA) är en patientförening med syfte att föra samman människor som lever eller arbetar med sjukdomen spinal muskelatrofi (SMA) för utbyte, stöd och information. Eftersom SMA är en sällsynt sjukdom är det viktigt att de människor som lever och arbetar med sjukdomen delar med sig av sina kunskaper. NSMA samlar information om det vardagliga livet, till exempel om leksaker som passar svaga muskler, på sin hemsida. Föreningen har också en fadderverksamhet som syftar till att föra samman människor som lever under samma förutsättningar.

### Läs mer
- NSMA:s fadderverksamhet
- Samhällets stöd
- Berättelser om SMA - läs människor som lever med SMA och deras berättelser
- Tips och råd om lek och aktivitet
- Tips på bloggar där familjer som lever med SMA berättar om sin vardag

## Resurser på riks-/regionnivå
Region- och länssjukhusens barn- och vuxenneurologer har tillgång till de nödvändiga resurserna för säker diagnostik av SMA. Läs mer på Socialstyrelsens hemsida.
Nätverket för spinal muskelatrofi (NSMA: NSMA är en patientförening med syfte att föra samman människor som lever eller arbetar med sjukdomen spinal muskelatrofi (SMA) för utbyte, stöd och information. Läs mer om föreningen på deras hemsida.

## Stöd Nätverket för spinal muskelatrofi (NSMA)
Det finns många sätt att stödja NSMA:s arbete på. Föreningen arbetar på ideell basis och syftar till att förbättra vård och information om sjukdomen SMA. Hjälp till att bygga framtidens vård för SMA!

### Så här kan du hjälpa till
- Skänk en gåva
- Köp en vara i webbshoppen

### Sjukdomsinformation om samt behandling av SMA
- Nätverket för spinal muskelatrofi (NSMA)

- Socialstyrelsen:Spinal muskelatrofi
- Svensk Neuropediatrisk Förening: Skandinaviskt referensprogram för SMA
- Treat-NMD: Guide for families and family doctors
- Consensus statement for standard of care in spinal muscular atrophy
- För övriga länkar, se NSMA:s fullständiga länksamling

### SMA-organisationer
- Nätverket för spinal muskelatrofi (NSMA)
- Cure SMA (patientorganisation, USA)
- Spinal Muscular Atrophy Support UK (patientorganisation, Storbritannien)
- För övriga länkar, se NSMA:s fullständiga länksamling

### Sällsynta diagnoser/genetiska sjukdomar
- Ågrenska: Ågrenska är ett nationellt kompetenscentrum för sällsynta diagnoser.
- Sällsyntadiagnoser.se: Sällsynta diagnoser är ett riksförbund för sällsynta diagnosgrupper.
- Nationell Funktion för Sällsynta Diagnoser (NFSD): NFSD jobbar på uppdrag av Socialstyrelsen och ansvarar för att samordna, koordinera och sprida information inom området sällsynta diagnoser.
- För övriga länkar, se NSMA:s fullständiga länksamling